# Inge Boulonois
Inge Boulonois (Alkmaar, 23 september 1945 – Heerhugowaard, 3 december 2024) was een Nederlands dichter en schilder. 

## Opleiding
Inge Boulonois werd geboren op 23 september 1945 te Alkmaar. Na de middelbare school volgde haar kunstenaarsopleiding aan de Academie voor Beeldende Kunsten te Arnhem. In 1988 studeerde ze als waarnemingspsycholoog af aan de Universiteit te Nijmegen. In 2000 begon ze met het schrijven van gedichten. Ze debuteerde in 2004 met de bibliofiele bundel Ooglijke tijd.

## Werk
Ze schreef zowel vrije als gebonden verzen, “serieuze” als lichtvoetige gedichten. Kunst, waarneming, natuur, geloof en vergankelijkheid vormden belangrijke thema’s in het vrije dichtwerk. In haar light verses overheerst humoristische maatschappijkritiek. Haar light verses werden door haar zelf geïllustreerd. Daarnaast maakte ze animaties van gedichten en beeldsonnetten.
Sinds 2005 analyseerde ze poëzie voor Meander op klassiekegedichten.net. Voor literatuursite Meander schreef ze recensies van light verse. Ook was ze jurylid van het jaarlijkse NK Light Verse in Emmen. Van 2011 tot 2015 was ze officieel stadsdichter van Heerhugowaard. Ze schreef wekelijks een actueel snelsonnet voor gedichten.nl en was redacteur van Het Vrije Vers. Haar poëzie werd opgenomen in diverse literaire tijdschriften en bloemlezingen. Daarnaast zijn haar gedichten meermalen gelauwerd in Nederland en Vlaanderen: 
Plantage Poëzieprijs (2005), Concept Poëzieprijs (2006), Guido Wulmsprijs (2006), Culturele Centrale Boontje Poëzieprijs (2008), Poëzieprijs Merendree (2009) en de Nieuwegeinse Poëzieprijs (2009).